# Зорро (мультсериал)
«Зо́рро» (англ. The New Adventures of Zorro) — американский рисованный мультсериал. Всего было создано 26 серий — по 13 в каждом из двух сезонов. Премьера состоялась 20 сентября 1997 года. В России мультсериал транслировался по телеканалу СТС.

## Сюжет
Главный герой — мексиканский аристократ дон Диего де ла Вега, которой на самом деле является неуловимым Зорро — борцом за справедливость и защитником простого народа от произвола властей.

## Актёры озвучивания
| Персонаж                   | Оригинальный дубляж | Русский дубляж                                   |
| -------------------------- | ------------------- | ------------------------------------------------ |
| Зорро/Дон Диего де ла Вега | Майкл Гоф           | Сергей Чекан Валерий Сторожик («Мост-видео»)     |
| Изабелла                   | Джинни Элиас        | Ольга Кузнецова («Мост-видео») Мария Овчинникова |
| Капитан Монтесеро          | Эрл Боэн            | Виктор Бохон                                     |
| Сержант Гарсия             | Тони Поуп           | Леонид Белозорович Олег Куценко                  |
| Дон Алехандро              | Пэт Фрэли           | ?                                                |

## Список эпизодов

### Первый сезон
| №  | Оригинальное название          | Русское название            | Дата премьеры (США) |
| -- | ------------------------------ | --------------------------- | ------------------- |
| 1  | To Catch a Fox                 | Поймать лису                | 20 сентября 1997    |
| 2  | Sting of the Serpent God       | Жало Бога-Змея              | 27 сентября 1997    |
| 3  | Night of the Tolchen           | Ночь Толчина                | 4 октября 1997      |
| 4  | The Beast Within               | Зверь изнутри               | 11 октября 1997     |
| 5  | The Enforcer                   | Ликвидатор                  | 18 октября 1997     |
| 6  | Two Zorros Are Better than One | Два Зорро — лучше, чем один | 25 октября 1997     |
| 7  | Tar Pit Terror                 | Чудовище дегтярной ямы      | 1 ноября 1997       |
| 8  | A King’s Ransom                | Королевский выкуп           | 8 ноября 1997       |
| 9  | The Pirates of San Pedro       | Пираты в Сан-Педро          | 15 ноября 1997      |
| 10 | The Anti Zorro                 | Анти-Зорро                  | 22 ноября 1997      |
| 11 | Valley of the Manbeast         | Долина Человеко-Зверя       | 29 ноября 1997      |
| 12 | The Revenge of the Panther     | Месть пантеры               | 6 декабря 1997      |
| 13 | The Iron Man                   | Железный человек            | 12 декабря 1997     |

### Второй сезон
| №  | Оригинальное название           | Русское название          | Дата премьеры (США) |
| -- | ------------------------------- | ------------------------- | ------------------- |
| 1  | The Samurai and the Sorcerer    | Самурай и Колдун          | 19 сентября 1998    |
| 2  | The Poison Pen                  | Отравленное перо          | 26 сентября 1998    |
| 3  | Vision of Darkness              | Ведение тьмы              | 3 октября 1998      |
| 4  | The Case of the Masked Marauder | Дело грабителя в маске    | 10 октября 1998     |
| 5  | Return of the Conquistadors     | Возвращение конкистадоров | 17 октября 1998     |
| 6  | The Hunter                      | Охотник                   | 24 октября 1998     |
| 7  | The Raiding Party               | Пиратское нападение       | 31 октября 1998     |
| 8  | The Four Horsemen               | Четыре всадника           | 7 ноября 1998       |
| 9  | The Nightmare Express           | Экспресс-кошмар           | 14 ноября 1998      |
| 10 | The Ice Monster Cometh          | Ледяной монстр            | 21 ноября 1998      |
| 11 | The Secret of El Zorro          | Тайна Зорро               | 28 ноября 1998      |
| 12 | The Nordic Quest                | Гости с севера            | 5 декабря 1998      |
| 13 | Adios, mi capitan               | Прощайте, мой капитан     | 12 декабря 1998     |